# Мариана Маринова
Мариана Маринова е българска телевизионна водеща и модел, лауреат на конкурса „Мисис България Глоуб“ за 2007.

## Биография
Мариана Маринова е родена на 31 октомври 1981 г. в София.
Завършва УНСС със специалност „Организация на масмедиите“ и „Журналистика и комуникации“. От 2001 г. работи в различни телевизии като репортер. От 2004 г. е в новинарския отдел на 7 дни ТВ. Година по-късно започва да води сутрешния блок в телевизията, а от 2006 г. има свое авторско предаване „Шоколад“. Участва в риалити шоуто „Размяна на съпруги“. През 2007 г. заема ръководна длъжност в телевизията, като шеф на борда на директорите.
Носителка на титлата „Мисис България Глоуб“ за 2007 г., с което печели правото да представи България на международния конкурс „Мисис Вселена“. През 2008 г. получава приза Вице Мисис Вселена, както и договор за работа със световната централа на конкурса. От 2009 г. тя работи в продължение на 4 години за една от най-престижните модни агенции във Венецуела, като успоредно с това взима участие в организацията на „Мисис Вселена“ по света – Русия, Азия, Латинска Америка.
Мариана Маринова е организатор на международни и национални конкурси за красота, между които „Лейди България“, „Супер Модел на Вселената“, „Miss Summer International“, „Мис Силикон“ и др.
Лице на редици благотворителни инициативи, като една от тях е Im Beautiful и международната QWS – за борба с домашното насилие. Стартира открита телефонна линия за жени, пострадали от силиконови импланти.